# Слоян, Патрик
Патрик Джозеф Слоян (англ. Patrick Joseph Sloyan, 11 января 1937 — 4 февраля 2019) — американский репортёр, дважды отмеченный Пулитцеровской премией во время работы для издания Newsday.

## Биография
Патрик Слоян родился в коннектикутском городе Стамфорд в семье инженера Джеймса Джозефа Слояна. В 1955 году юноша присоединился к армии США, где заинтересовался журналистикой и работал над публикациями в военных газетах. Во время службы в Германии он писал для издания под названием «Ад на колёсах». Корреспондента уволили после репортажа о поваре, привлечённом к суду за использование слишком большого количества картофеля.
Слоян поступил в Университет Мэриленда, который окончил в 1963 году. В последующее десятилетие он поочерёдно занимал позицию штатного репортёра в олбанском отделении Times-Union, балтиморском News-Post и United Press International в Вашингтоне. В 1974 году он получил пост национального политического обозревателя в Newsday. Так, он освещал движение за гражданские права, Карибский кризис, Вьетнамскую войну, Уотергейтский скандал и скандал Иран — контрас. Он был одним из первых репортёров, давших огласку проблеме безопасности автомобилистов, высказанной защитником прав потребителей Ральфом Надером.
К 1981 году он получил руководящую позицию в европейском бюро Newsday, которую занимал около пяти лет. Его репортажи были ориентированы на политическую повестку, например, он освещал убийство президента Египта Анвара Садата в 1981-м. Позднее корреспондент занял пост в вашингтонском филиале Newsday. Но уже в 1988 году он отошёл от руководства филиалом, сохранив позицию старшего репортёра. Среди основных его работ выделяют расследования о ходе войны в Персидском заливе и операции «Буря в пустыне». Материалы включали сообщения о развёртывании войск, смертях американских военнослужащих под дружественными обстрелами, захоронения заживо иракских солдат в пустыне и сражениях, начавшихся уже после официального прекращения огня. Несмотря на цензуру со стороны Пентагона и попытки властей утаить происшествия, Слоян продолжил расследования по возвращении с мест боевых действий. Его статьи были удостоены Пулитцеровской премии в 1992 году. В своей благодарственной речи журналист высказал признательность «Джорджу Бушу и Дику Чейни, а также остальной части правительства, которая пыталась помешать нам выполнять нашу работу».
В 1996 году Слоян присоединился к команде Newsday, освещавшей крушение рейса 800 TWA возле Нью-Йорка. Работа была отмечена Пулитцеровской премией за самые свежие новости 1997 года. С 2002 года Слоян занимал должность директора Фонда журналистских расследований, в разные годы он писал для изданий Rolling Stone, New Republic, Nation и лондонского Guardian. Слоян скончался в возрасте 82 лет в 2019 году от колоректального рака в собственном доме в штате Вирджиния.

## Книги и награды
В 2015 году журналист опубликовал книгу «Политика обмана: секретные решения Джона Кеннеди относительно Вьетнамской войны, гражданских прав и Кубы» (англ. The Politics of Deception: JFK’s Secret Decisions on Vietnam, Civil Rights, and Cuba). Издание рассказывает о последних годах президентства Джона Кеннеди на основе опубликованных записей из Белого Дома. В 2019 году Слоян опубликовал свою вторую книгу «Когда Рейган послал морскую пехоту» (англ. When Reagan Sent In the Marines), раскрывающую неудачи Рональда Рейгана во время взрыва казарм морской пехоты в Бейруте в 1983 году.
Помимо Пулитцеровской премии, работа журналиста также отмечена Премией за написание статей в условиях сжатых сроков от Американского общества редакторов газет (1981), Наградой за лучшее репортёрское письмо от Института современных медиа (1982) и Премией Джорджа Полка (1992).